# Beleg van Florence
Het Beleg van Florence, dat herfst 1529 begon, is het laatste gevecht in de Oorlog van de Liga van Cognac.
Een aanzienlijk keizerlijk-Spaans leger onder bevel van Filibert van Chalon, prins van Oranje, omsingelde de stad en veroverde haar na een beleg van bijna 10 maanden, en versloeg daarmee de Florentijnse Republiek om Alessandro de' Medici op de troon te zetten van het hertogdom Florence.
Na de Plundering van Rome (1527) hadden de Florentijnen de Medici verdreven en de republiek uitgeroepen; de nieuwe regering koos de kant van Frankrijk in hun oorlog tegen de Liga van Cognac. Maar de Franse nederlagen bij het beleg van Napels (1528) en daarna de slag bij Landriano in 1529 dwongen Frans I van Frankrijk tot het tekenen van de Damesvrede van Kamerijk met keizer Karel V. Toen op hun beurt paus Clemens VII en de Republiek Venetië vrede sloten met de keizer, stond Florence er alleen voor. Karel V, die zich met de paus wilde verzoenen, beval zijn legers om Florence in te nemen ten gunste van Alessandro de' Medici, zoon van paus Clemens VII (eigenlijke naam Giulio de' Medici).
De republiek wist de invasie vele maanden te weerstaan, tot de huurlingen in haar dienst Volterra in de steek lieten voor de keizerlijke troepen. De dood van haar beste kapitein, Francesco Ferruccio, door de vijand geëxecuteerd na de verloren slag bij Gavinana (3 augustus 1530, waarin overigens ook Filibert van Chalon sneuvelde), ontnam de republikeinen hun laatste hoop. De stad gaf zich 10 augustus 1530 over.